# Ilja Iwaschka
Ilja Iwaschka (belarussisch Ілья Івашка; * 24. Februar 1994 in Minsk) ist ein belarussischer Tennisspieler.

## Karriere
Ilja Iwaschka spielt hauptsächlich auf der ITF Future Tour und ATP Challenger Tour. Bisher konnte er drei Einzel- sowie zwei Doppeltitel auf der drittklassigen Future Tour gewinnen. Seine ersten Erfolge auf der zweitklassigen Challenger Tour feierte er zusammen mit seinem Landsmann Sjarhej Betau in Portorož. Er gewann dort die Doppelkonkurrenz gegen das kroatische Duo Tomislav Draganja und Nino Serdarušić in drei Sätzen. Im Einzel konnte er 2017 in Fargʻona seinen ersten Triumph feiern. Ohne einen Satzverlust im gesamten Turnier bezwang er im Finale Nikola Milojević mit 6:4, 6:3.
Sein Grand-Slam-Debüt gab er 2016 bei den US Open. Nach erfolgreicher Qualifikation traf er in der ersten Runde auf Pablo Carreño Busta, gegen den er glatt in drei Sätzen verlor.
2016 debütierte er für die belarussische Davis-Cup-Mannschaft.

## Erfolge
| Legende (Anzahl der Siege)            |
| Grand Slam                            |
| ATP Finals Next Generation ATP Finals |
| ATP Tour Masters 1000                 |
| ATP Tour 500                          |
| ATP Tour 250 (1)                      |
| ATP Challenger Tour (5)               |

| ATP-Titel nach Belag |
| Hartplatz (1)        |
| Sand (0)             |
| Rasen (0)            |

### Einzel

#### Turniersiege

##### ATP Tour
| Nr. | Datum           | Turnier       | Belag     | Finalgegner | Ergebnis |
| --- | --------------- | ------------- | --------- | ----------- | -------- |
| 1.  | 28. August 2021 | Winston-Salem | Hartplatz | Mikael Ymer | 6:0, 6:2 |

##### ATP Challenger Tour
| Nr. | Datum             | Turnier              | Belag         | Finalgegner      | Ergebnis       |
| --- | ----------------- | -------------------- | ------------- | ---------------- | -------------- |
| 1.  | 25. Juni 2017     | Fargʻona             | Hartplatz     | Nikola Milojević | 6:4, 6:3       |
| 2.  | 18. März 2018     | Shenzhen             | Hartplatz     | Zhang Ze         | 6:4, 6:2       |
| 3.  | 25. Oktober 2020  | Istanbul             | Hartplatz     | Martin Kližan    | 6:1, 6:4       |
| 4.  | 22. November 2020 | St. Ulrich in Gröden | Hartplatz (i) | Antoine Hoang    | 6:4, 3:6, 7:63 |

### Doppel

#### Turniersiege
| Nr. | Datum           | Turnier  | Belag     | Partner       | Finalgegner                       | Ergebnis         |
| --- | --------------- | -------- | --------- | ------------- | --------------------------------- | ---------------- |
| 1.  | 13. August 2016 | Portorož | Hartplatz | Sjarhej Betau | Tomislav Draganja Nino Serdarušić | 1:6, 6:3, [10:4] |

## Abschneiden bei Grand-Slam-Turnieren

### Einzel
| Turnier         | 2016 | 2017 | 2018 | 2019 | 2020 | 2021 | 2022 | 2023 | 2024 | Karriere |
| --------------- | ---- | ---- | ---- | ---- | ---- | ---- | ---- | ---- | ---- | -------- |
| Australian Open | —    | Q1   | Q1   | 2    | 1    | 1    | —    | 1    | Q1   | 2        |
| French Open     | —    | Q2   | 1    | —    | Q1   | Q1   | 2    | 1    |      | 2        |
| Wimbledon       | Q1   | Q1   | Q1   | —    |      | AF   | —    | 2    |      | AF       |
| US Open         | 1    | Q1   | Q1   | 1    | —    | 3    | AF   | 1    |      | AF       |

Zeichenerklärung: S = Turniersieg; F, HF, VF, AF = Einzug ins Finale / Halbfinale / Viertelfinale / Achtelfinale; 1, 2, 3 = Ausscheiden in der 1. / 2. / 3. Hauptrunde; Q1, Q2, Q3 = Ausscheiden in der 1. / 2. / 3. Qualifikationsrunde; nicht ausgetragen